# Sequenzielle Nephronblockade
Die sequenzielle (nach alter Rechtschreibung auch noch: sequentielle) Nephronblockade ist ein pharmakologisches Konzept zur Behandlung von Nierenversagen und Herzinsuffizienz sowie von Ödemen diverser Genesen durch die Kombination mehrerer Diuretika (harntreibenden Mitteln).

## Physiologischer Hintergrund
Ein Nephron ist die funktionelle Untereinheit der Nieren; es besteht aus den Nierenkörperchen (Glomeruli) für die Filtration und aus Nierenkanälchen (Tubuli) für Ionentausch und Rückresorption. Hinsichtlich des Wirkungsortes aller Diuretika wird zwischen dem proximalen und dem distalen Tubulus unterschieden. Beim distalen Tubulus wird wiederum zwischen dem frühdistalen und dem spätdistalen Tubulusabschnitt unterschieden. Der frühdistale Tubulusabschnitt heißt auch Pars convoluta oder distales Konvolut; der spätdistale Abschnitt heißt auch Tubulus reuniens oder Verbindungstubulus. Alle Diuretika verkleinern grundsätzlich die tubuläre Rückresorptionsquote, welche ohne Behandlung bei etwa 99 Prozent des Primärharns liegt. Entscheidend hierbei ist insbesondere das Filtrations-Resorptions-Verhältnis von Natrium.
Die übliche Monotherapie mit einem einzelnen Schleifendiuretikum (blockt Na-K-2Cl-Cotransporter, kurz NKCC) ist gelegentlich wirkungslos, trotz intravenöser Gabe und hoher Dosierung. Als Ursache dieser so genannten Diuretikaresistenz der Schleifendiuretika kommt eine durch ihre diuretische Wirkung im Bereich der aufsteigenden Henle-Schleife und frühdistalen Tubulus induzierte kompensatorisch erhöhte Rückresorption von Natrium und Wasser im spätdistalen Abschnitt in Frage. Durch die Kombination mit einem Thiazid soll diese Rückresorption verringert werden. Diese Ansicht hinsichtlich des Wirkungsortes und damit des Wirkprinzips ist aber umstritten, da die Thiazidwirkung (blockt Natrium-Chlorid-Symporter, kurz NCC) ebenfalls dem frühdistalen Tubulus zugeordnet wird. Außerdem kann auch die Monotherapie mit einem Thiazid zur Diuretikaresistenz führen.
Eine Kombination beider Wirkstoffe soll in dieser Monotherapie-bedingten Situation die Rückresorption an jeweils anderer Stelle hemmen oder blockieren. So sollen die tubuläre Rückresorptionsquote wieder verkleinert, das Herzzeitvolumen ebenfalls reduziert, der Blutdruck gesenkt, das Harnvolumen vergrößert und die Ödeme ausgeschwemmt werden.

## Pharmakologie
Mit der sequenziellen Nephronblockade werden die Glomeruli nicht blockiert. Stattdessen werden Tubulusanteile in ihrer Funktion eingeschränkt. Dabei bezieht sich das Wort Blockade auf die eigentliche Wirkung aller Diuretika, nämlich die iatrogen beabsichtigte Verkleinerung der tubulären Rückresorption. Diese Blockierung heißt sequenziell (lateinisch: sequentia = Aufeinanderfolge, sequens = folgend), weil sie schrittweise – im Gegensatz zur Monotherapie also mit zwei oder drei verschiedenen Wirkstoffen – an nachfolgenden Tubulusabschnitten erfolgt.
Dabei ist die Kombination des Schleifendiuretikums mit einem Thiazid-Diuretikum möglich, vorübergehend selbst bei Patienten mit fortgeschrittener Niereninsuffizienz, bei denen Thiazide sonst kontraindiziert sind. Eine solche Kombinationstherapie bei Niereninsuffizienz erfordert Erfahrung sowie engmaschige Kontrollen (besonders von Kreatinin, Magnesium und Kalium im Blut), besonders wenn zusätzlich Aldosteronantagonisten zur Vergrößerung der Diurese (sie wirken am spätdistalen Tubulusabschnitt) verordnet werden. Mehrere Kontraindikationen sind zu beachten.
Die klinische Relevanz wird beispielsweise bei der Behandlung von Niereninsuffizienten mit der Kombination eines Schleifendiuretikums mit einem Thiazid (zum Beispiel Hydrochlorothiazid (HCT; wegen unerwünschter Arzneimittelnebenwirkungen umstritten), Chlorthalidon oder Xipamid, das mit den Benzothiadiazinderivaten wirkungsverwandt ist) deutlich: Niedrige Dosen der Kombination sind wirksamer und zugleich nebenwirkungsärmer als die (teilweise noch immer durchgeführte) hochdosierte Monotherapie mit einem Schleifendiuretikum.
Da verschiedene Diuretika verschiedene Wirkorte haben, kann eine Kombination mehrerer Präparate im Sinne eines Synergismus ganz allgemein sinnvoll sein, wie zum Beispiel die Kombination von Thiaziden mit kaliumsparenden Diuretika.